# Фрањо Вулч
Фрањо Вулч (Леобен, 18. април 1891 — Београд, мај 1926), револуционар и политички радник познат под именима „Станко“ и „Владо“.

## Биографија
Рођен је 18. априла 1891. године у Леобену, у Штајерској. Године 1989, после смрти родитеља прешао је да живи код стрица Ивана Вулча у град Бовец. После звршетка основне школе, коју је започео у Леобену, а завршио је у Бовецу, учио је трговачки занат. Најпре је током 1905. и 1906. био трговачки помоћник у Горици, а потом од 1906. до 1911. године у Ајдовшчини. Године 1912. је прешао у Трст, где је радио у робној кући „Греинц“.
Током боравка у Ајдовшчини постао је члан Соколског друштва. Тада је почео и да се занима за национални револуционарни покрет. Године 1913. је отишао на одслужење војног рока, који је служио у Горици и Каналу, а 1914. је после избијања Првог светског рата био пребачен на Источни фронт у Галицију. Крајем исте године је пао у руско заробљеништво. Заједно са стотинама других припадника јужнословенских народа, које је Аустроугарска војска насилно мобилисала и послала на фронт, он се у заробљеништву определио да приступи Српском добровољачком корпусу и рат настави на страни Савезника. Године 1916. је учествовао у борбама у Добруџи, а потом се борио на Солунском фронту.
После завршетка рата, није се вратио свом првобитном занимању. Током 1919. и 1920. године радио је као тренер Сокола у Јасеницама, а потом кратко током 1920. као продавац спортске опреме. Од 1920. до 1923. године радио је као надзорник у фабрици спортске опреме.
Разочаран политичким стањем у новоствореној држави - Краљевини Срба, Хрвата и Словенаца, 1922. године је напустио Соколско друштво и Народну одбрану. Тада је постао члан комунистичке омладинске организације „Искра“, а убрзо потом 1923. године и члан тада илегалне Комунистичке партије Југославије (КПЈ). Потом је почео да ради у просветним друштвима - „Искра“, „Весна“ и „Слобода“. Радио је као инструктор у њиховим одељцима у Љубљани, Загорју, Трбовљу и Јасеницама. По налогу КПЈ, априла 1923. године је у Љубљани формирао Пролетерске акционе чете (ПАЧ) - које су имале задатак да се супротставе припадницима националистичког удружења „ОРЈУНА“, који су користећи се методама италијанских фашиста све више вршили нападе на раднике и левичаре. Пролетерске чете су биле организоване на војној формацији и пазиле су на безбедност током радничких скупова и манифестација. Он је био командант ових чета и због тога му је претила опасност од хапшења. Поготово после сукоба пролетерских чета и орјунаша, приликом одбране Радничког дома у Љубљани.
Августа 1923. је покренут судски поступак против њега и оне је у септембру побегао из Југославије у Аустрију, а одатле је отишао у Совјетски Савез. Током боравка у Москви, студирао је Комунистичком универзитету националних мањина Запада и на Војној школи.
Крајем 1925. се вратио у Југославију, где је у Београду радио на вршењу антимилитаристичке пропаганде. Од стране Централног комитета КПЈ био је одређен да покуша да створи партијску ћелију у Југословенској војсци. Покушао је најпре да ухвати везу са речним морнарима, али је 16. јануара 1926. године био ухапшен.
После хапшења био је страховито мучен и злостављан у затвору Управе града Београда тзв „Главњачи“, али ни поред тога полицијским иследницима није желео ништа да открије. После неколико месеци тортуре, у којој су му биле поломљене руке, ноге и ребра, маја 1926. године је преминуо. Полиција је тада његово тело ставила у џак и бацила у Дунав.
Ово полицијско убиство је било заташкано, а открио га је почетком 1928. године новинар Отокар Кершовани. Када је вест о убиству Вулча објавио у листу „Новости“ у Београду, оне су биле заплењене од полиције. Народни посланик Сава Косановић је у свом излагању у Народној скупштини, 28. фебруара 1928. године приликом говора о полицијској тортури у „Главњачи“ поменуо и случај убиства Фрање Вулча.